# Alsodes montanus
Alsodes montanus (Lataste, 1902) è una specie di anfibi anuri appartenente alla famiglia Alsodidae.